# قلمروهای ایالات متحده روی تمبرها

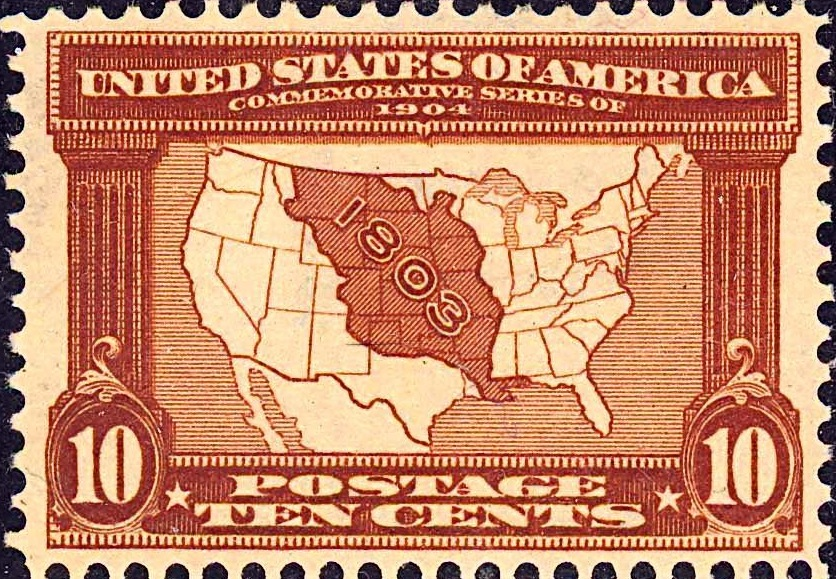
اولین تمبر آمریکایی که برای یادبود قلمرویی ساخته شد و نقشه‌ای ترسیم نمود. منتشر شده در ۱۹۰۴ میلادی.

قلمروهای ایالات متحده روی تمبرها، در مورد مسائل یادبود تمبرهای پُستی بحث می‌کند که مربوط به اراضی واگذار شده به ملت در خلال جنگ و صلح بوده یا آن قلمروهایی که در معاهدات خریداری شده اند. سیزده ایالت از سرزمین‌های استعماری، دو ایالت از جمهوری‌های مستقل، چهار ایالت از ایالت‌های قبلی اتحادیه و سی و یک ایالت دیگر از قلمروهای ایالات متحده ایجاد شده‌اند.
بسیاری از جنبه‌های تصرف، اسکان و اکتشاف بر روی تمبرهای پُستی مورد یادبود قرار گرفته‌است. این موارد در زیر در شماره‌هایی که قبل از سال ۱۹۷۸ میلادی منتشر شده‌اند نشان داده شده‌اند (تصاویر تمبرهای بعدی تحت حق چاپ توسط خدمات پُستی ایالات متحده باقی می‌مانند و نمی‌توانند تکثیر شوند).

## مرزهای ملی

### معاهده پاریس
از قلمرو واگذار شده توسط بریتانیای کبیر در معاهده پاریس سال ۱۷۸۳، پنج ایالت از قلمرو شمالغرب و دو ایالت از قلمرو جنوب غربی ایجاد شده‌اند. ایالت‌ها براساس اصول کنفدراسیونی، ادعاهای خود بر سرزمین‌های غربی را واگذار کرده و به کنگره اجازه دادند تا سرزمین‌ها را تا زمان تشکیل دولت اداره کند. این عمل طبق قانون اساسی تمدید شد. از قلمرو شمال غربی اوهایو، ایندیانا، ایلینوی، میشیگان و ویسکانسین و از قلمرو جنوب غربی می‌سی‌سی‌پی و آلاباما شکل گرفتند.
یک تمبر ۳ سنتی در ۱۳ ژوئیه ۱۹۳۷ برای بزرگداشت از ۱۵۰همین سالگرد قلمرو شمال غربی که توسط فرمان ۱۷۸۷ تعریف شده بود، صادر شد. این قلمرو شامل زمین‌های شمال دریای اوهایو و شرق دریای میسیسیپی می‌شد، که توسط ایالت‌های شرقی واگذار شده بود. این فرمان قلمرو را تأسیس کرد، برده‌داری را ممنوع خوانده و تصریح کرد که زمین باید از سرخ‌پوستان خریداری شده و توسط ایالات متحده برای فروش عرضه گردد. فرمان یاد شده همچنین در مورد دولت‌های موقت، دائم و ایالتی شدن مناطق بر اساس جمعیت آن حکم کرد. این تمبر نقشه‌ای از قلمرویی را نشان می‌دهد که در دو طرف آن ماناسه کاتلر کسی که مسوده این فرمان را تهیه کرده و روفوس پاتنام، سرپرست اسکان در آن قلمرو، قرار داده شده‌اند. 150همین سالگرد تأسیس قلمرو میسیسیپی با تمبر ۳ سنتی در ۷ آوریل ۱۹۴۸ مورد یادبود قرار گرفت. این تصویر نقشه کلی از منطقه میسیسیپی و آلابامای امروزی را نشان می‌دهد. میسیسیپی فعلی با رنگ تیره‌تر نشان داده شده‌است. این نقشه به سه بخش با تاریخ‌های ۱۷۹۸، ۱۸۰۴ و ۱۸۱۲ میلادی تقسیم می‌شود که رشد قلمرو را نشان می‌دهد. روی نقشه مهر اصلی قلمرو است که روی آن دومین "s" دوتایی میسیسیپی (Mississippi) به صورت یک "s" نوشته شده‌است. شخصی که در تصویر دیده می‌شود وینتروپ سارجنت، اولین فرماندار منطقه میسیسیپی است.
|  |  |

### سرنوشت آشکار
اولین گسترش فراتر از مرزهای معاهده پاریس با خرید لوئیزیانا از فرانسه در سال ۱۸۰۳ در زمان رئیس‌جمهور توماس جفرسون، معروف به معمار خرید لوئیزیانا، رخ داد. تصویر او بر روی دومین شماره تمبر نمایشگاه خرید لوئیزیانا گنجانیده شد. شماره سال ۱۹۰۴ میلادی نیز دارای تمبر ۱۰ سنتی با طرح کلی قلمرو خرید لوئیزیانا است که بر روی نقشه سیاسی ایالات متحده قرار گرفته‌است. تمبر ۱۵۰همین سالگرد خرید لوئیزیانا در سال ۱۹۵۳ میلادی جیمز مونرو، رابرت آر. لیوینگستون و فرانسوا باربه ماربوا را در خود داشت «که انتقال لوئیزیانا را در سال ۱۸۰۳ میلادی در پاریس امضا کردند».
|  |  |  |

نقشه‌ای از قلمرو فلوریدا در صدمین سالگرد مراسم یادبود ایالت شدن آن در سال ۱۸۲۲ میلادی از مُهر اصلی ایالت توسط تمبر ۳ سنتی در ۳ مارس ۱۹۴۵ به تصویر کشیده شد. دروازه‌های سنت آگوستین در سمت چپ و کاخ کنگره در تالاهاسی در سمت راست تصویر هستند. تگزاس در سال ۱۸۴۵ میلادی توسط دادخواست جمهوری تگزاس به ایالات متحده تحت ریاست جیمز کی. پولک ضمیمه شد. صدمین سالگرد ایالت تگزاس با تمبر ۳ سنتی در ۲۹ دسامبر ۱۹۴۵ مورد یادبود قرار گرفت. جمهوری تگزاس در سال ۱۸۳۶ میلادی پس از شورش علیه اقتدار مکزیکی تأسیس شد. شمالی‌ها که با گسترش برده‌داری مخالف بودند، در برابر الحاق تگزاس به ایالات متحده مقاومت کردند. اما در طول حکومت پولک، تگزاس به عنوان یک ایالت برده ضمیمه شد. این امر به‌طور مستقیم به جنگ مکزیک و آمریکا منجر شد زیرا مکزیک برای محافظت از ادعاهای ارضی خود در برابر توسعه آمریکا دست به‌کار شد.
|  |  |  |

جنگ مکزیک و آمریکا که در زمان رئیس‌جمهور جیمز پولک آغاز شد، دارای سه مرحله عملیاتی مجزا بود. لشکرکشی کرنی (به انگلیسی: Kearny Expedition) از طریق قلمرو مکزیک برای رسیدن به اقیانوس آرام، حمله به مکزیک از شمال به رهبری زکری تیلور و حمله به مکزیک از ورا کروز تحت رهبری وینفیلد اسکات برای تصرف مکسیکوسیتی. تمبر ۳ سنتی "Kearny Expedition" در ۱۶ اکتبر ۱۹۴۶، برای بزرگداشت از صدمین سالگرد لشکرکشی سرهنگ استفان واتس کرنی در نیومکسیکو در جریان جنگ مکزیک آمریکا صادر شد. کرنی در سانتافه اقتدار آمریکا را تأسیس کرده و خودش فرماندار نظامی شد. او چندین لشکرکشی را در قلمروهای غربی فرمان‌دهی کرد و در کالیفرنیا درگیر چندین نبرد بود و دوباره فرماندار نظامی باقی‌ماند. تمبر ۲ سنتی ارتش در ۱۵ ژانویه ۱۹۳۷، اندرو جکسون (سمت چپ) و وینفیلد اسکات، قهرمان جنگ مکزیک کسی که رهبری لشکرکشی را از ورا کروز به مکسیکوسیتی بر عهده داشت، را نشان می‌دهد. پس از معاهده صلح گوادالوپ-هیدالگو، مکزیک به قلمرو ایالات متحده که از غرب تا اقیانوس آرام امتداد دارد، واگذار شد.
|  |  |

منازعه قلمرو اورگان توسط معاهده اورگان بین ایالات متحده و بریتانیای کبیر در سال ۱۸۴۶ میلادی تحت ریاست جمهوری پولک حل و فصل گردید. قلمرو اورگان در صدمین سالگرد خود با یک تمبر ۳ سنتی در ۱۴ ژوئیه ۱۹۳۶ مورد یادبود قرار داده شد. این منطقه ایالت‌های فعلی اورگان، واشینگتن، آیداهو و بخش‌های از مونتانا و وایومینگ را شامل می‌شد. این تمبر نقشهٔ از قلمرو، از جمله ردی از مسیر اورگان را در کنار یک صحنه بومیان آمریکا و یک قطار سرپوشیده نشان می‌دهد. یادبودی ۳ سنتی از صدمین سالگرد خرید گادزدن در ۳۰ دسامبر ۱۹۵۳ صادر شد. ایالات متحده گادزدن (۱۸۵۴ میلادی) را از مکزیک خریداری کرد. مساحت آن ۲۹۶۷۰ مایل مربع بود که بعداً بخشی از آریزونا و نیومکسیکو شد. با خرید گادزدن، قلمرو هم‌جوار که به «چهل و هشت» ایالت هم‌جوار ایالات متحده تبدیل می‌شد، کامل شد.
|  |  |

نمایشگاه آلاسکا-یوکان-اقیانوس آرام، قلمرو شمال غربی کشور را در دهمین سالگرد هجوم کلوندایک گولد در سال ۱۸۹۷ میلادی و چهلمین سالگرد خرید آلاسکا در سال ۱۸۶۷ میلادی، مورد یادبود قرار داد. از سال ۱۹۰۷ تا ۱۹۰۹ میلادی به تعویق انداخته شد تا از رقابت با نمایشگاه جیمزتاون جلوگیری صورت گیرد. وزیر امور خارجه ویلیام اچ سیوارد نشان که او با روسیه برای خرید ۸ میلیون دلاری آلاسکا مذاکره کرد. مطبوعات مشهور در سال ۱۸۶۷ میلادی از این خرید به عنوان «حماقت سیوارد» یاد کردند، اما در سال ۱۹۰۹ اهمیت این خرید شناخته شد.
|  |  |

## کتابشناسی
- Arago: people, postage & the post, Philately, National Postal Museum online.
- Handlin, Oscar and Lillian Handlin, Liberty in Expansion: 1760–1850. ISBN 0-06-039092-1
- Scott 2013 Specialized Catalogue of United States Stamps & Covers. 2012. ISBN 0-89487-475-6,
- Woods, Randall Bennett, and Wilard B. Gatewood "The American Experience: A Concise History", Prentice Hall, publishers. ISBN 978-0-534-16955-8

پستی
- Bianculli, Anthony J. , Railroad history on American postage stamps 2004.
- Bloomgarden, Henry S. , American history through commemorative stamps 1969.
- Deaton, Charles W. , The great Texas stamp collection 2012.
- Renfeld, Fred. Commemorative Stamps of the U.S.A.: an illustrated history of our country 1954.
- Woreck, Michael and Jordan Worek. An American history album: the story of the United States told through stamps 2008.